# Don Bosco (Zürich-Aussersihl)

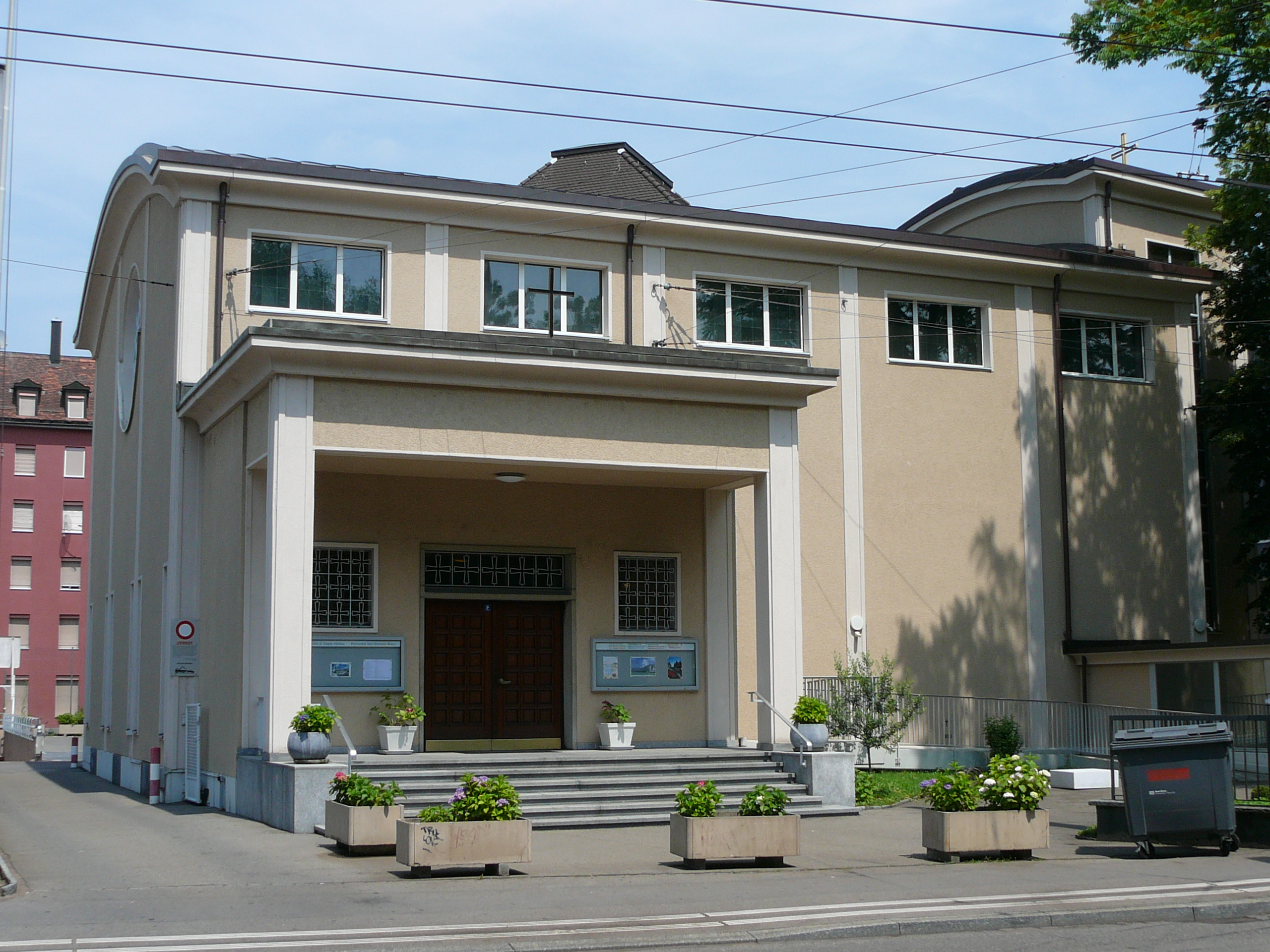
Kirche Don Bosco, Aussenansicht von der Hohlstrasse

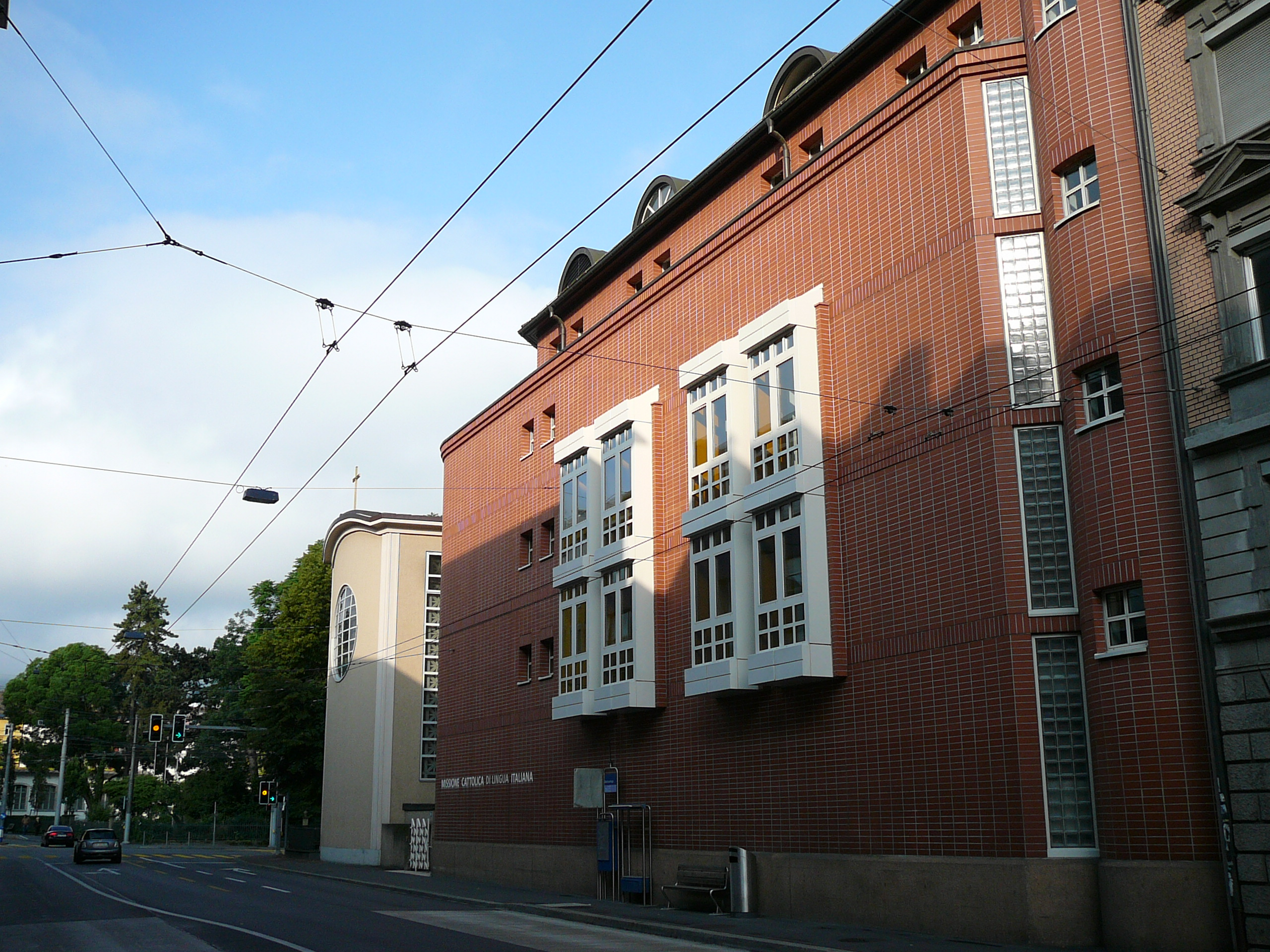
Missione Cattolica di Lingua Italiana und Kirche Don Bosco, Aussenansicht von der Feldstrasse

Die Kirche Don Bosco ist eine römisch-katholische Kirche im Zürcher  Stadtteil Aussersihl. Sie ist das Gotteshaus der Missione Cattolica di Lingua Italiana (MCLI).

## Geschichte

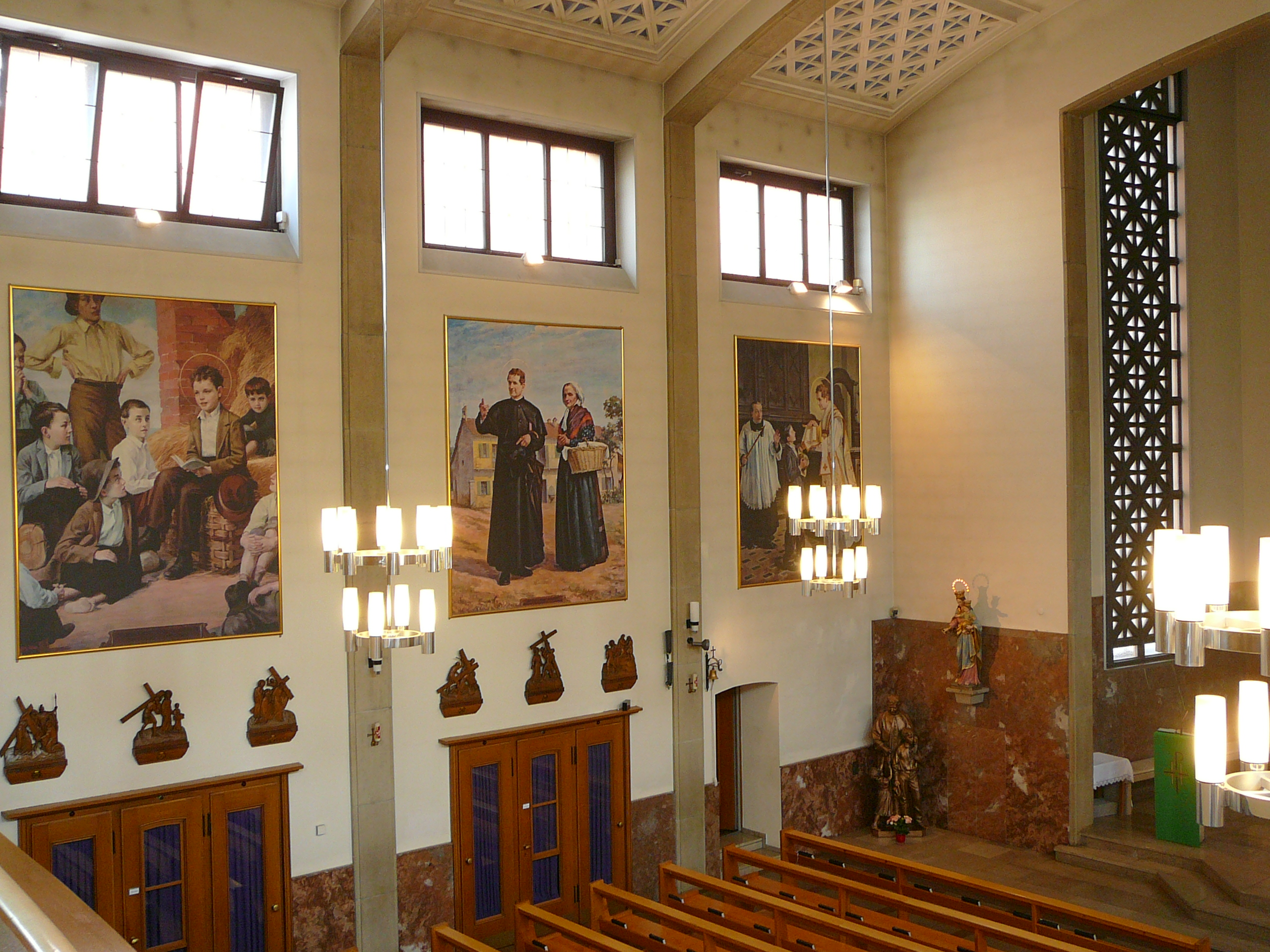
Kirche Don Bosco, Innenansicht

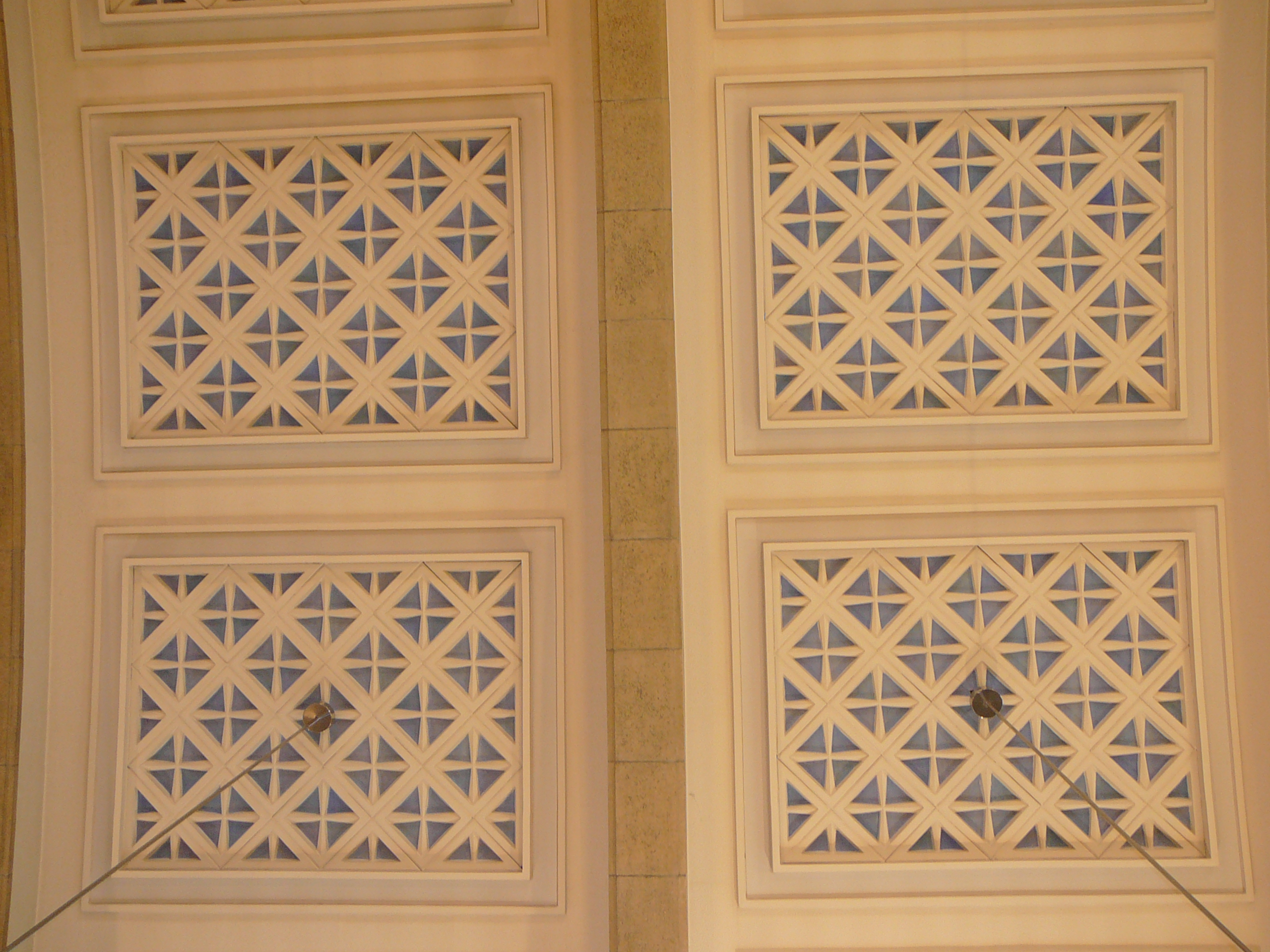
Detail von der Kirchendecke

### Hintergrund
Seit den 1860er Jahren erfuhr die Gemeinde Aussersihl eine starke Zuwanderung durch ausländische Arbeitskräfte, vor allem durch Italiener, die im Bau und bei der Eisenbahn tätig waren. Um 1888 hatte Aussersihl ca. 20 000 Einwohner; bei der Eingemeindung 1893 zählte es mehr als die damalige Stadt Zürich. Die italienischen Immigranten prägten das Quartier. Die Mentalität der italienischen Einwanderer sowie ihre prekären Lebensverhältnisse führten zu sozialen Spannungen und Auseinandersetzungen mit jungen Schweizern – den sogenannten «Italiener-Krawallen» von 1896.

### Entstehungs- und Baugeschichte
Als Reaktion auf diese Auseinandersetzungen und auf die Lebensbedingungen der Italiener gründete die Kongregation der Salesianer im Jahr 1898 die Missione Zurigo.
Am 24. März 1901 weihte die Società ausiliare italiana an der Hohlstrasse 86 ein Gebäude mit einer Kapelle ein. Als im Jahr 1902 der selige Don Michael Rua, der erste Nachfolger Don Boscos, die Mission in Zürich besuchte, wies er auf ein Gelände in der Nähe hin, auf dem sich eine Backsteinfabrik befand. Dies ist noch heute das Areal der heutigen Missione an der Feldstrasse 109.
Am 1. April 1906 weihte die Missione ihren Sitz am heutigen Standort ein. Am 17. März 1903 erhob der Bischof von Chur, Johannes Fidelis Battaglia die Mission der Salesianer zu einer Personalpfarrei mit dem Auftrag, die Immigranten italienischer Sprache seelsorgerlich zu betreuen.
Die heutige Kirche wurde in den Jahren 1951–1952 nach Plänen des Architekten Attilio Calegari an der Ecke Hohl-/Feldstrasse erbaut. Die Grundsteinlegung fand am 4. November 1951 statt, am 2. November 1952 weihte der Bischof von Chur, Christian Caminada die Kirche ein.
In den Jahren 1979 bis 1980 wurde die Kirche durch Architekt Karl Higi renoviert und der Altarbereich an die Vorgaben der Konstitution über die heilige Liturgie des Zweiten Vatikanischen Konzils angepasst. 2005 renovierte die Missione ihre Kirche Don Bosco erneut.
Das neben der Don Bosco-Kirche neu erbaute, mehrgeschossige Pfarreizentrum konnte am 26. Oktober 1985 eingeweiht werden. Es ersetzte das Pfarr- und Gesellenhaus aus dem Jahr 1902. Im Jahr 2016 wurde die Kirche Don Bosco renoviert. Am 4. Dezember 2016 segnete Generalvikar Josef Annen die renovierte Kirche ein.
Neben der Eglise Sainte Famille (Hottingen) ist die Don Bosco-Kirche der einzige grössere Kirchbau für eine katholische Mission in der Stadt Zürich.

## Baubeschreibung

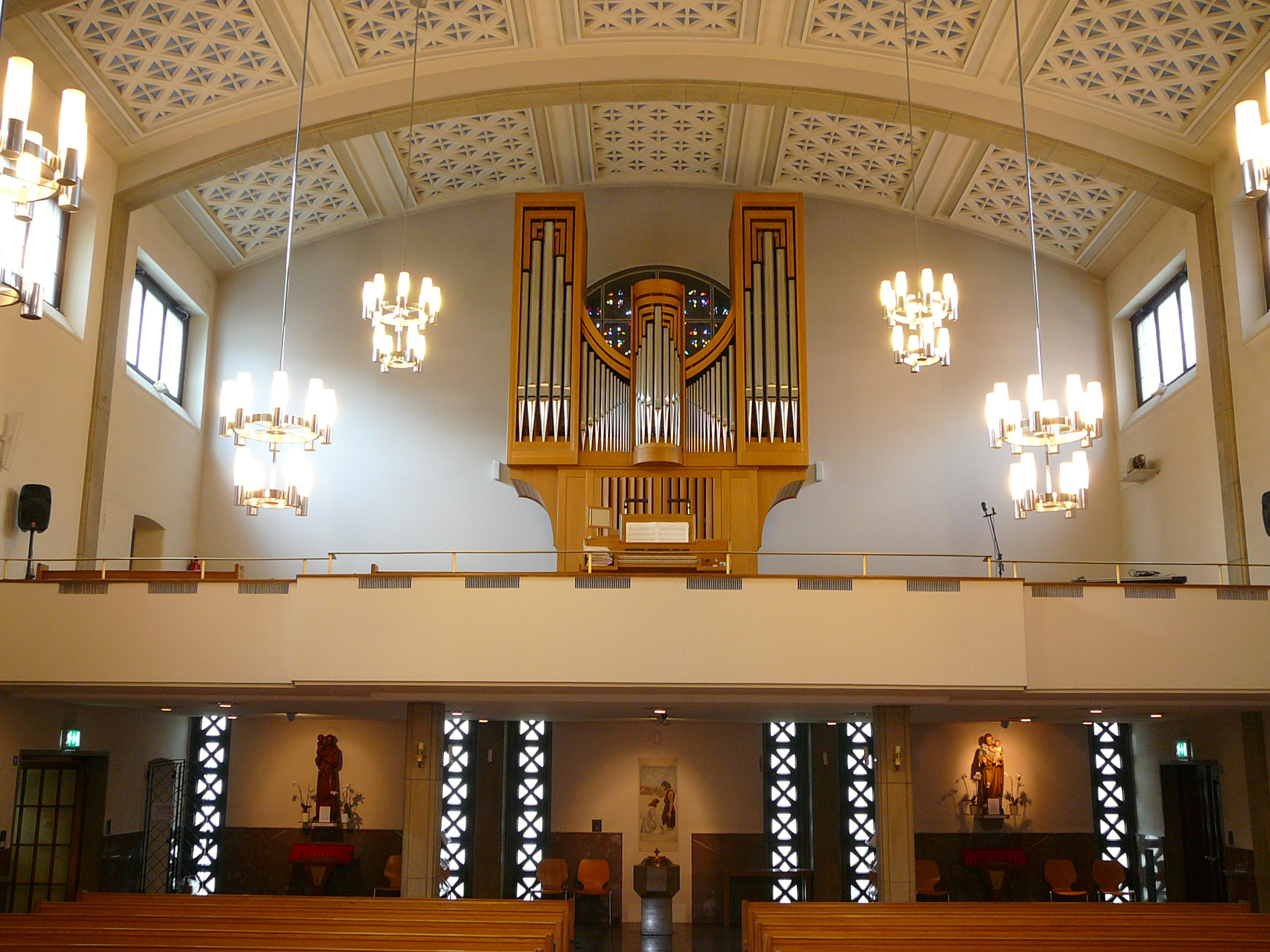
Blick zur Orgelempore

Es handelt sich bei der Don Bosco-Kirche um einen äusserlich schlichten Bau ohne Kirchturm und Glocken. Die Chorrosette und das Rundfenster über der Orgelempore erinnern an gotische Kathedralen und das ornamentale Gitterwerk zeigt eine Nähe des Kirchbaus zu den Zürcher Kirchen von Ferdinand Pfammatter und Walter Rieger (Dreikönigen, St. Konrad, St. Gallus und Maria Frieden Dübendorf), die mit ihrer Gestaltung in der Tradition des französischen Betonbaus stehen und als solche ebenfalls an gotische Vorbilder erinnern.

### Innenraum und künstlerische Ausstattung
Der Innenraum der Kirche Don Bosco besteht aus einem schlichten Längsschiff und einem erhöhten, leicht geschwungenen Chor. Dieser empfängt durch zwei hohe, schmale Fenster zu beiden Seiten Tageslicht. Im Kirchenschiff dringt das Licht durch hochliegende Rechteckfenster in den Raum.
Umso reichhaltiger ist die künstlerische Ausstattung der Kirche: Die Fensterrose im Chor der Kirche zeigt ein Glasfenster mit der Apotheose des Hl. Don Bosco. Im Kirchenschiff befinden sich an den Wänden der Längsseite unter den Kirchenfenstern, die in der Tradition der Obergaden im oberen Teil der Wand angeordnet sind, je drei Gemälde, die Szenen aus dem Leben des Hl. Don Bosco darstellen. Verdeutlicht wird in diesen Szenen die Abkehr Don Boscos von der in seiner Zeit vorherrschenden repressiven Erziehung hin zu einer Pädagogik der Menschlichkeit, des Vertrauens und der Nächstenliebe. Weitere Kunstgegenstände wie eine Marienstatue am linken Abschluss des Kirchenschiffs oder eine Bronzestatue des Hl. Don Bosco bereichern die Innenausstattung der Kirche. Die Wände des Gotteshauses sind im unteren Bereich mit Marmor ausgestattet.

### Orgel

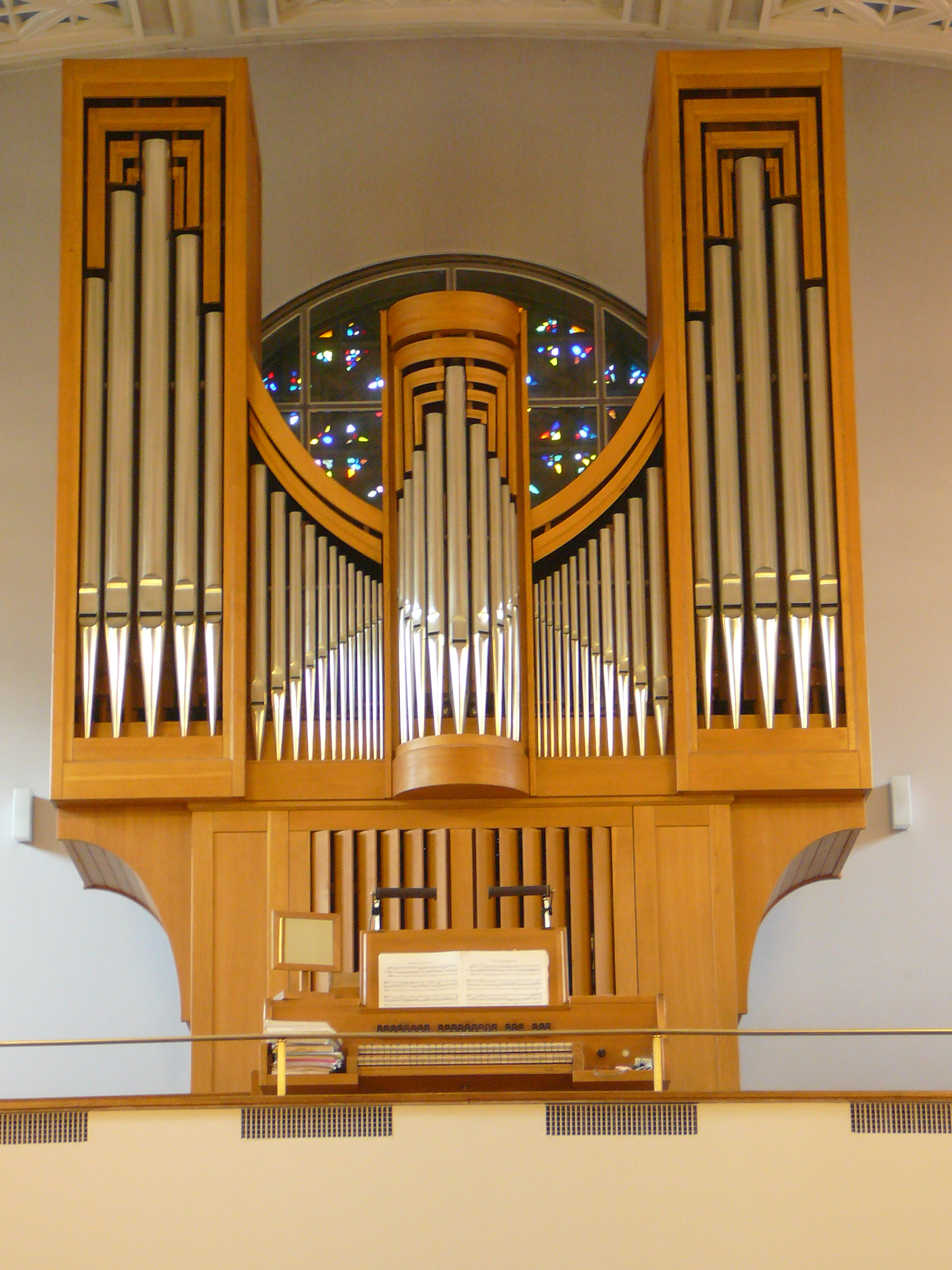
Späth-Orgel von 1984

Am 1. November 1984 erhielt die Kirche die heutige Orgel. Sie wurde von der Orgelbaufirma Späth Orgelbau AG in Rapperswil SG erbaut. Das Instrument hat eine mechanische Spieltraktur und eine elektro-mechanische Registertraktur mit folgender Disposition:
| I Hauptwerk C–g3 |                |
| Gedackt          | 16′            |
| Principal        | 8′             |
| Koppelflöte      | 8′             |
| Octave           | 4′             |
| Blockflöte       | 4′             |
| Nasat            | 2 ⁄3′          |
| Sesquialtera     | 2 ⁄3′ + 1 3⁄5′ |
| Doublette        | 2′             |
| Mixtur III-IV    | 2′             |

| II Schwellwerk C–g3 |       |
| Holzgedackt         | 8′    |
| Principal           | 4′    |
| Rohrflöte           | 4′    |
| Flageolet           | 2′    |
| Quinte              | 1 ⁄3′ |
| Mixtur IV           | 1 ⁄3′ |
| Schalmey            | 8′    |
| Tremulant           |       |

| Pedal C–f1  |     |
| Gedacktbass | 16′ |
| Flöte       | 8′  |
| Trompete    | 8′  |

- Koppeln: wechselwirkend mit Zügen und Tritten II-I, II-Ped, I-Ped
- 4 Kombinationen (Heuss-Setzer)
- Pleno, Auslöser